# Тунгуска (село)
Тунгу́ска — село в Черемховском районе Иркутской области России. Административный центр Тунгусского муниципального образования.

## География
Село находится на расстоянии примерно 59 км к югу от города Черемхово, административного центра района.

## Население
| 2002 | 2010 | 2011 | 2012 |
| ---- | ---- | ---- | ---- |
| 365  | ↘332 | ↘331 | ↘329 |

## Улицы
| - ул. Заводская, - ул. Комсомольская, | - ул. Октябрьская, - ул. Первомайская. |